# 孙侨潞
孙侨潞（1995年6月12日—2021年1月1日），原名孙圳，女，广东深圳人，中国大陆网络红人，前演员、童星。2007年出演特摄剧集《巴啦啦小魔仙》凌美琪一角，由此广为公众知晓。2021年1月1日因心肌梗塞离世，终年25岁。

## 生平

### 早年及演艺生涯
1995年，孙圳出生于中华人民共和国广东省深圳市。5岁时，她便开始拍摄广告。2002年12月，孙圳参加了南方电视台少儿频道举办的第一届“南方少儿模特大赛”，并获得季军。2006年，她参与了动画片《福娃奥运漫游记》的配音工作。
2007年，孙圳考入深圳外国语学校，之后加入学校电视台，并出任该台的副台长；次年，孙圳参演的特摄剧集《巴啦啦小魔仙》启播，在其中饰演主要角色“凌美琪”，由此获得广泛关注。剧集启播后，她参演了南方电视台少儿频道制作的配套节目《巴啦啦漂亮宝贝》。2008年6月7日，她与另一主演黄安仪共同在广州参加了“《巴啦啦漂亮宝贝》红护腕爱心之旅”启动礼。10月，孙圳参加了电影《杂技小精灵》的拍摄，在其中饰演“桃子”一角，是为其参演的第一部电影。而当该片于次年5月1日上映时，她已开始以“孙侨潞”名义从事演艺活动。
2008月10月31日，孙圳参加了第43届金钟奖的红毯走秀。2009年6月1日，她出席了深圳海雅百货“海雅宝贝”颁奖典礼暨童装秀专场表演。2010年秋季，参与了童星在线制作的环保主题歌曲《低碳贝贝》的演唱及“低碳贝贝超级童星大型公益演唱会”。11月，她参演了电影《绝色武器》。2011年6月1日，其在浙江省长兴县参加了“低碳贝贝超级童星见面会暨金沙泉爱心义卖晚会”。2012年9月15日，她与陈依桐、袁雪儿在长沙参加了居然之家“建材家具厂价裸销会”。

### 退出演艺圈后
退出演艺圈后，孙侨潞于深圳市云顶学校完成中学学业，随后参加普通高等学校艺术类专业招生统一考试，之后又于2014年前往纽约发展；而根据其在社交网络上发布的视频片段，她在留美期间曾两度因抑郁症、躁郁症选择轻生，所幸最终皆以获救收场。回国后，她成为时尚博主，并在自己经营的网络商店售卖网红风格服装。
2021年1月1日，有民众在社交网络上发布了孙侨潞离世的消息，并指其死因疑是饮酒过量。次日，孙侨潞的母亲在其女儿的微博账号上发表悼文，证实孙侨潞前一日因心肌梗塞离世，并请求网民“不要做过多的揣测和评价”。

## 演艺记录

### 参演剧集
| 首播年份 | 名称             | 角色   | 参考及备注   |
| -------- | ---------------- | ------ | ------------ |
| 2008年   | 《巴啦啦小魔仙》 | 凌美琪 | [ 9 ]        |
| 2011年   | 《彩虹玫瑰》     | 张林芳 |              |
| 2014年   | 《糊涂的爱》     | 郑天贝 | 于2007年拍摄 |

### 参演节目

#### 主持及常驻节目
| 制作公司   | 节目名称           | 参考及备注 |
| ---------- | ------------------ | ---------- |
| 南方电视台 | 《巴啦啦漂亮宝贝》 |            |

### 参演电影
| 上映时间      | 名称           | 角色     | 参考及备注   |
| ------------- | -------------- | -------- | ------------ |
| 2009年5月1日  | 《杂技小精灵》 | 桃子     | [ 11 ] [ 9 ] |
| 2012年8月23日 | 《绝色武器》   | （待查） |              |

### 配音作品
| 年份   | 名称               | 角色     | 类型   | 参考及备注 |
| ------ | ------------------ | -------- | ------ | ---------- |
| 2006年 | 《福娃奥运漫游记》 | （待查） | 动画片 | [ 8 ]      |